# Bactrocera torresiae
Bactrocera torresiae
 es una especie de insecto díptero que Huxham y Albany Hancock describieron científicamente por primera vez en 2006. Esta especie pertenece al género Bactrocera de la familia Tephritidae. Esta especie como plaga agrícola ha sido atacada por los agricultores en Papúa Nueva Guinea.